# Vincetoxicum schmalhausenii
Vincetoxicum schmalhausenii är en oleanderväxtart som först beskrevs av Kuzn., och fick sitt nu gällande namn av Litw.. Vincetoxicum schmalhausenii ingår i släktet tulkörter, och familjen oleanderväxter. Inga underarter finns listade i Catalogue of Life.